# Río Orco
El río Orco (en piamontés, Eva d'òr ) es un río del norte de Italia, afluente por la izquierda del río Po y que discurre por la región del Piamonte. Tiene una longitud de casi 90 km y una cuenca hidrográfica de 889 km².

## Curso del río

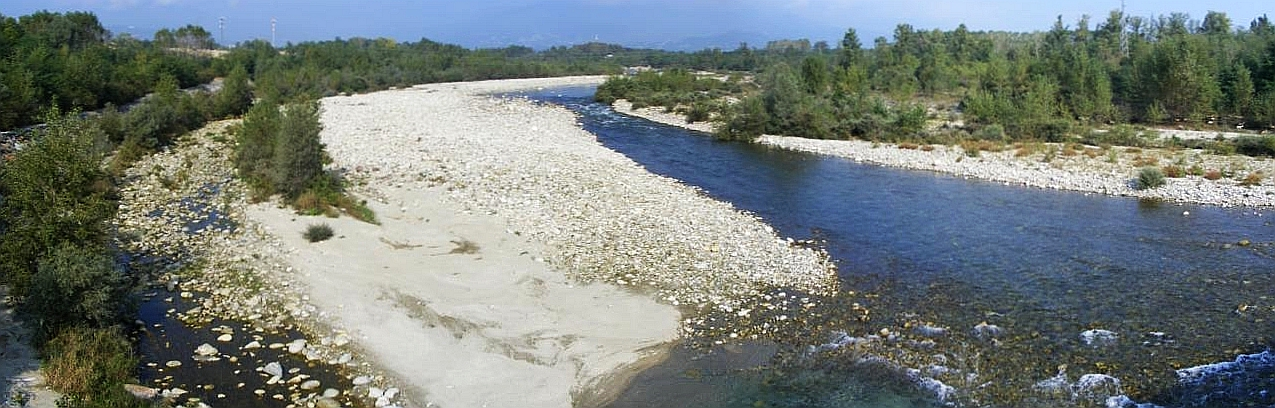
El Orco cerca de Rivarolo

Nace desde el lago Rosset y desciende el valle homónimo hasta Cuorgnè. Desde aquí atraviesa la llanura padana  con un ancho lecho de grava y guijarros desembocando al final en el Po por la izquierda entre Chivasso y Brandizzo.

## Principales afluentes

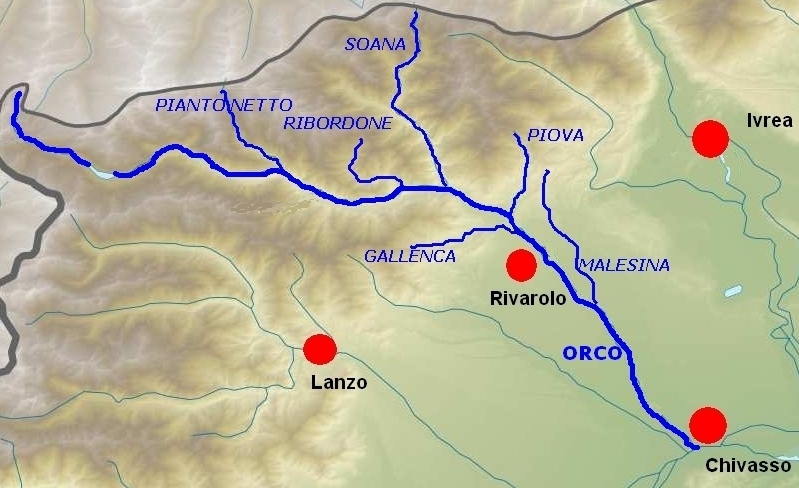
Los principales afluentes del Orco

La cuenca del Orco, especialmente en su zona de montaña, es muy asimétrica. Por la derecha los ríos son normalmente cortos y empinados por la proximidad de la divisoria con los valles de Lanzo; al contrario los ríos del otro lado son más largos y ramificados.
Los principales afluentes del Orco son:
- por la derecha: 
  - rio del Carro, rio del Nel  (alto valle - Ceresole Reale),
  - rio di Molera (o Rimolerio) - rio di Chironio  (desembocan cerca de Locana),
  - rio di Feilongo - rio dei Piani - rio di Mares  (Sparone),
  - rio di Alpette (desemboca cerca de Pont Canavese),
  - torrente Gallenca (desemboca cerca de Valperga);
- por la izquierda
  - rio del Roc  -  rio del Ciamousseretto -  rio di Noaschetta (desembocan cerca de Noasca),
  - torrente Piantonetto - rio Eugio  (Rosone di Locana),
  - torrente Ribordone (desemboca a Sparone),
  - torrente Soana (desemboca a Pont Canavese),
  - torrente Piova (desemboca cerca de Castellamonte),
  - torrente Malesina.